# Blåbärstjärnen, Västmanland
Blåbärstjärnen är en sjö i Lindesbergs kommun i Västmanland och ingår i Norrströms huvudavrinningsområde. Sjöns area är 0,01 kvadratkilometer och den är belägen 267 meter över havet.